# Luna crescente - Sacrarmonia
Luna crescente [sacrarmonia] è un album della cantante italiana Antonella Ruggiero, uscito il 15 novembre 2001.
È un disco classico, ovvero un disco che contiene brani del repertorio classico di tutto il mondo. In questo viaggio Antonella è accompagnata musicalmente dagli Arkè Quartet.
Questo disco nasce in seguito ad una serie di concerti classici, portati da Antonella nelle più belle chiese e teatri antichi di tutta italia e del mondo.
Un disco dalle sonorità pulite ed essenziali, registrato in modo perfetto, con Antonella che presta la sua voce in modo delicato e cristallino.
Un disco di repertorio classico, ma non un disco di musica classica, infatti gli arrangiamenti dei brani scorrono veloci, e molti brani richiamano le culture di vari paesi del mondo: Kyrie (missa Luba - dal repertorio africano), Gloria (misa criolla - dal repertorio argentino); oltre ad una famosissima carola natalizia della tradizione anglosassone (God rest you merry gentlemen).
Nell'album anche 2 pezzi inediti: "Occhi di Bambino" scritto da Antonella e Carlo Cantini e "Notte" di Sebastiano Cognolato. Un moderno "Sanctus" scritto da M. Colonna e L. Bigazzi e "Lo frate Sole", pezzo della tradizione francescana, scritto da A. Rossi.
All'interno del disco, oltre al repertorio classico/sacro, sono presenti 2 brani tratti da Libera (primo disco di Antonella): "Corale Cantico" e "Il Canto dell'Amore".
Quasi in chiusura del disco, un pezzo del repertorio natalizio della tradizione cristiana: "Adeste fideles", dove la voce di Antonella arricchisce questo bellissimo brano e fa emozionare l'ascoltatore.

## Tracce
1. Corale cantico
2. Kyrie (Missa Luba)
3. Occhi di bambino
4. Ave Maria
5. God rest you merry gentlemen
6. Aria sulla IV corda
7. Sanctus
8. Notte
9. Gloria (Misa Criolla)
10. Lo frate sole
11. Flow my tears
12. Adeste fideles
13. Canto dell'amore

## Formazione
- Antonella Ruggiero - voce, percussioni
- Ivan Ciccarelli - percussioni
- Carlo Cantini - percussioni, violino
- Enrico Guerzoni - violoncello